# Ormenaria rufifascia
Ormenaria rufifascia är en insektsart som först beskrevs av Walker 1851.  Ormenaria rufifascia ingår i släktet Ormenaria och familjen Flatidae. Inga underarter finns listade i Catalogue of Life.